# Bewafaa – Untreu
Bewafaa – Untreu (Hindi: बेवफ़ा, bevafā) ist ein Hindi-Film von Dharmesh Darshan aus dem Jahr 2005. Er erzählt von sich schnell ändernder Moral und Werten.

## Handlung
Anjali ist die jüngere Tochter ihrer kanadischen Mutter und ihres indischen Vaters. Sie leben in Montreal, Québec. Sie hat eine warme und innige Beziehung mit ihren Eltern, hat aber ein Geheimnis zu verbergen. Und sie offenbart ihr Geheimnis nur ihrer älteren Schwester Aarti.
Das Geheimnis ist ihre Liebe zu einem Musiker, Raja. Raja ist nicht reich, aber das schreckt Anjali nicht davon ab, ihn zu lieben. Aarti versichert Anjali und Raja, dass sie ihre Eltern von ihrer wahren Liebe überzeugen wird.
Aber das Schicksal hat verschiedene Pläne für sie. Aarti stirbt während der Geburt ihrer Zwillinge. Umstände zwingen Anjali, den Ehemann von Aarti, Aditya Sahai zu heiraten. Mit dem viel älteren und reiferen Aditya Sahai wandert Anjali nach Neu-Delhi aus.
Aditya ist ein Geschäftsindustriemagnat, der kaum jegliche Zeit für seine Frau Anjali oder seine zwei liebenswerten Töchter von Aarti findet. Anjali erfüllt jede Rolle der Gesellschaft aber kann die Lücke zwischen sich selbst und Aditya nicht überbrücken. Sie findet sich in einer Ehe, die keine Vereinbarkeit hat und nur einen Kompromiss schließen kann. Ihre einzige Quelle des Trosts sind ihre beiden Stieftöchter.
Inmitten all dessen, an einem schönen Tag kommt Raja, der jetzt ein berühmter Sänger ist, zurück in ihr Leben. Plötzlich steht Anjali zwischen zwei Männern – ihrem gleichgültigen Ehemann und ihrem Ex-Geliebten. Nach einer Zeit sieht Aditya die Realität. Anjali war in einer außerehelichen Beziehung mit Raja zusammen. Und dadurch wird sie als eine Bewafaa – eine Untreue bezeichnet.
Wie Anjali ihre Beziehung mit Aditya und Raja als auch Dil und Pallavi behandelt, welche nahe Freunde von Aditya sind und Vertrauten die Grundlage der zweiten Teil von Bewafaa formen.
Am Ende muss Anjali ihre wahre Liebe vergessen und ihre Beziehung mit Ex-Geliebten Raja beenden, um ihren zwei Stieftöchtern und ihrem Ehemann ein besseres Leben zu geben.